# Selten so gelacht
Selten so gelacht (Originaltitel: Operation Mad Ball) ist eine US-amerikanische Militärkomödie von Richard Quine aus dem Jahr 1957.

## Handlung
Nach dem Zweiten Weltkrieg, in einem Lazarett der US-Armee in Frankreich, glaubt Private Hogan nicht, dass es gut aussehende Frauen in Uniform gibt. Viele der Sanitätssoldaten sind aber in die im Offiziersrang stehenden Krankenschwestern verliebt, was strengstens untersagt ist. Als Hogan jedoch die Krankenschwester Lieutenant Bixby zum ersten Mal sieht, verliebt auch er sich in diese Frau in Uniform. Doch Sicherheitsoffizier Captain Lock hat ebenfalls ein Auge auf Lieutenant Bixby geworfen und will Hogan als Nebenbuhler ausschalten. Wegen mehrerer Vergehen soll Hogan vor das Kriegsgericht, was jedoch am militärischen Fehlverhalten Captain Locks scheitert.
Der romantisch veranlagte Private Hogan möchte für alle Soldaten, Krankenschwestern und -pfleger des Bataillons wegen der bevorstehenden Auflösung des Lazaretts einen großen Ball organisieren. Denn Männer sind nun einmal Männer und Frauen sind Frauen – die sich auch lieben wenn sie Uniformen tragen. Außerdem möchte er auf diesem Weg Lieutenant Bixby näher kommen. Er findet im Nachbardorf ein altes Hotel, dass durch die Truppe aufwendig für den Ball renoviert werden soll. Gemeinsam mit der Besitzerin des Hotels organisieren sie alles Notwendige ohne Wissen ihrer Vorgesetzten und trotz aller auftretenden Schwierigkeiten.
Captain Lock wittert überall Schwarzmarktgeschäfte Private Hogans und ist stets auf der Suche nach Verstößen gegen die Armeevorschriften und die militärischer Disziplin. Doch Hogan und die Truppe können alle Unannehmlichkeiten, die ihnen durch Captain Lock in den Weg gelegt werden, ausräumen. Krankenschwester Lieutenant Bixby ist aber von Hogan enttäuscht, der ihr eine schwere Erkrankung nur vortäuschte um ihr nahe zu sein. Auch das Geständnis seiner Liebe zu ihr vermag sie nicht umzustimmen.
Alle Paare finden im Lazarett zusammen und werden mit Sanitätswagen zum Hotel gefahren, außer Lieutenant Bixby und Private Hogan. Hogan wartet auf Bixby, in der Hoffnung, dass sie ihm verziehen hat, doch sie erscheint nicht. Unterdessen lud der Lazarett-Kommandant, Colonel Rousch, Lieutenant Bixby in das Offiziers-Casino ein. Sie ist jedoch traurig und gesteht dem Colonel, dass sie an diesem Abend nur eine Frau und kein Offizier sein wolle und liebend gern zu einem Ball ginge. Der Colonel, der nichts von einem Ball weiß, verspricht, sie zu begleiten und am nächsten Morgen alles vergessen zu haben, obwohl das gegen die Dienstvorschriften wäre. Gemeinsam fahren sie zum Ball. Doch da Hogan nicht auf dem Fest ist, Lieutenant Bixby und die Truppe ihn vermissen, befiehlt der Colonel ihm telefonisch zu kommen. Als Private Hogan vor dem Hotel ankommt, tritt Lieutenant Bixby versöhnlich auf ihn zu. Sie zieht ihren Militärmantel aus, unter dem sich ein hübsches Kleid befindet und beide tanzen zum ersten Mal miteinander. Es wird ein rauschender Ball.

## Hintergrund
Für Jack Lemmon und Ernie Kovacs war es die erste Hauptrolle in einem Film. Der Titelsong Mad Ball wurde von Fred Karger und Richard Quine geschrieben. Im Vorspann wird der Song von Sammy Davis Junior gesungen.

## Kritik
Clyde Gilmour von Maclean’s Magazine schreibt diese „schnelle und lebhafte Armeekomödie verdient hier ein weiteres Lob“. Weiter heißt es Jack Lemmon, Kathryn Grant und Ernie Kovacs seien „amüsant“. Der Filmdienst meint hingegen der Film sei eine „geschwätzige Klamotte mit einigen anzüglichen Szenen“.